# Fortaleza dos Nogueiras
Fortaleza dos Nogueiras är en kommun i Brasilien.   Den ligger i delstaten Maranhão, i den östra delen av landet, 1 000 km norr om huvudstaden Brasília. Antalet invånare är 11 644.
Omgivningarna runt Fortaleza dos Nogueiras är huvudsakligen savann. Runt Fortaleza dos Nogueiras är det mycket glesbefolkat, med 4 invånare per kvadratkilometer.